# Joanna Going

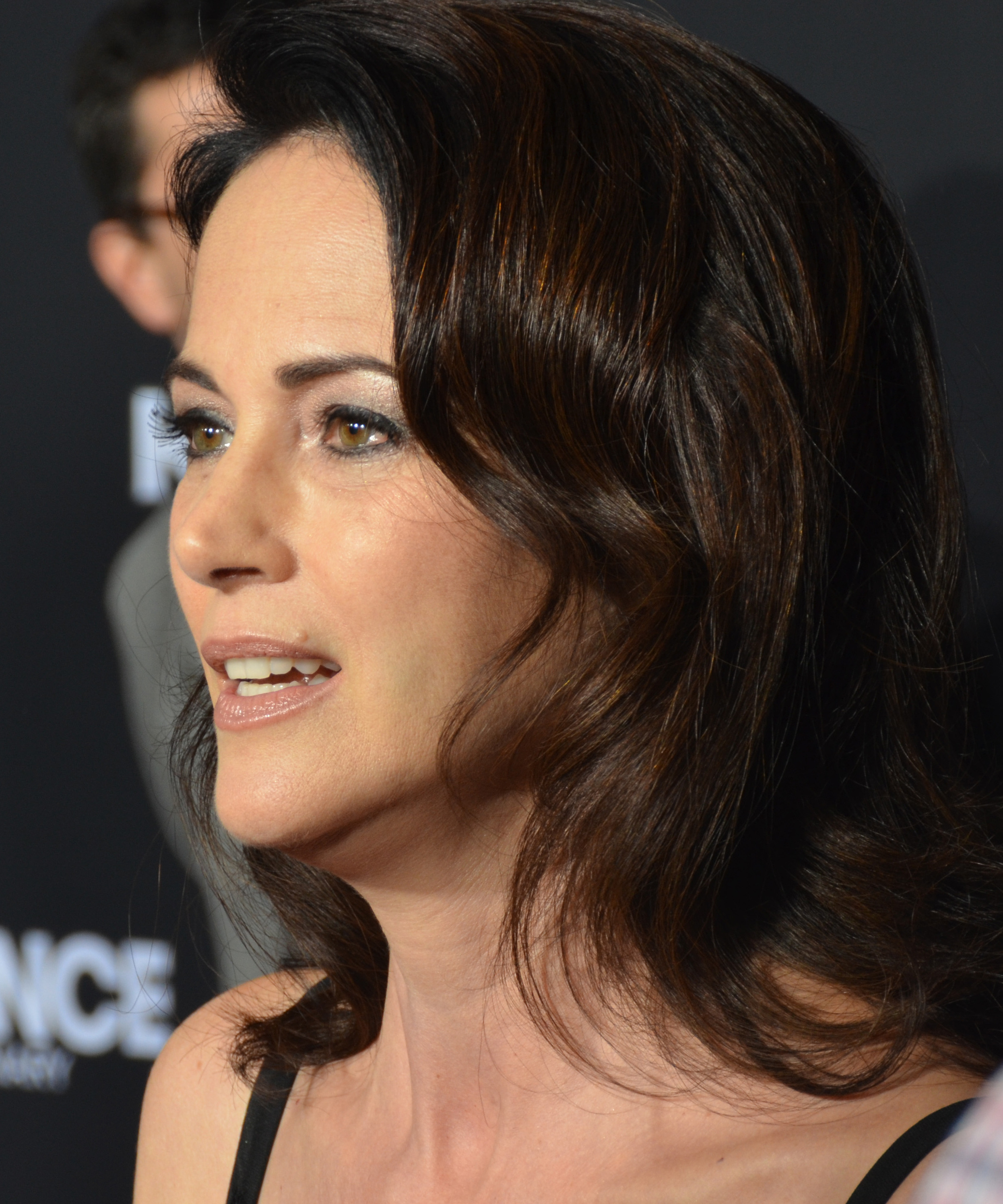
Joanna Going (2014)

Joanna C. Going (* 22. Juli 1963 in Washington, D.C.) ist eine US-amerikanische Schauspielerin.

## Leben und Leistungen
Going wuchs in Newport als das älteste von sechs Kindern auf. Sie studierte zwei Jahre lang am Bostoner Emerson College, anschließend an der New Yorker American Academy of Dramatic Arts.
Sie debütierte im Jahr 1986 in der Fernsehserie Search for Tomorrow; in den Jahren 1987 bis 1989 war sie in der Fernsehserie Another World zu sehen. Für ihre Rolle in den Pilotfolgen der Fernsehserie Dark Shadows (1991) wurde sie im Jahr 1992 für den Soap Opera Digest Award nominiert. In der Komödie Verdammt, ich will dich (1997) spielte sie neben Brendan Fraser eine der Hauptrollen. Im Thriller Phantoms (1998) spielte sie die Rolle der Wissenschaftlerin Jennifer Pailey, die gemeinsam mit ihrer minderjährigen Schwester Lisa (Rose McGowan) einen Ort aufsucht, dessen Bewohner von einem unheimlichen Wesen ermordet wurden. Im Fernsehthriller My Silent Partner (2006) spielte sie die Hauptrolle einer Polizistin, der ein Gangsterboss im Scheidungsstreit gegen ihren Ehemann hilft.
Going ist seit dem Jahr 2004 mit dem Schauspieler Dylan Walsh verheiratet, mit dem sie eine im Jahr 2003 geborene Tochter hat.

## Filmografie (Auswahl)
- 1986: Search for Tomorrow (Fernsehserie, 2 Folgen)
- 1987–1989: Another World (Fernsehserie, 19 Folgen)
- 1990: Women & Wallace
- 1991: Dark Shadows (Fernsehserie, 12 Folgen)
- 1992: Columbo: Bluthochzeit (No Time to Die, Fernsehreihe)
- 1994: Wyatt Earp – Das Leben einer Legende (Wyatt Earp)
- 1995: Nixon
- 1995: Ein amerikanischer Quilt (How to Make an American Quilt)
- 1996: Eden
- 1997: City of Love (Little City)
- 1997: Keys to Tulsa
- 1997: Verdammt, ich will dich (Still Breathing)
- 1997: Die Abbotts – Wenn Haß die Liebe tötet (Inventing the Abbotts)
- 1998: Phantoms
- 1998: Heaven
- 1999: Tom Clancys Netforce (NetForce)
- 2000: Thirty (Fernsehfilm)
- 2000: Mut zur Liebe (Cupid & Cate)
- 2001: Outer Limits – Die unbekannte Dimension (The Outer Limits, Fernsehserie, Folge 7x10: Zwischen den Dimensionen)
- 2001: Lola
- 2001: Chaos City (Spin City, Fernsehserie, 3 Folgen)
- 2002: The Routine (Kurzfilm)
- 2002: Kevin – Allein gegen alle (Home Alone 4)
- 2003: Das Urteil – Jeder ist käuflich (Runaway Jury)
- 2006: CSI: Vegas (CSI: Crime Scene Investigation, Fernsehserie, Folge 7x08: Ein Ende wie der Anfang)
- 2006: My Silent Partner
- 2007: McBride – Dogged (Fernsehfilm)
- 2009: Chasing a Dream (Fernsehfilm)
- 2011: The Tree of Life
- 2014: House of Cards (Fernsehserie, 7 Folgen)
- 2014: Love & Mercy
- 2014: Ready or Knot
- 2014–2017: Kingdom (Fernsehserie, 39 Folgen)
- 2017: Law & Order: Special Victims Unit (Fernsehserie, Folge 19x07: Something Happened)
- 2018: Nostalgia
- 2019: Drowning
- 2020: Interrogation (Fernsehserie, 9 Folgen)
- 2024: Nobody Leaves 'til Jesus Comes
- 2025: The Pitt (Fernsehserie)